# Magistralni put M2 (Montenegro)
Der Magistralni put M2 ist eine Nationalstraße in Montenegro, die von der Küste an der Adria im Westen zur serbischen Grenze im Osten des Landes führt. Die Länge der Straße beträgt 187 Kilometer. Bis zur Neunummerierung der montenegrinischen Hauptstraßen im Jahr 2016 war der M2 deutlich länger.

## Streckenverlauf
In Petrovac na moru zweigt die Straße vom M1 ab, verlässt die Adriaküste und führt über den 665 m hohen Poljice-Pass (Gebirgskette Paštrovići) ins Landesinnere nach Virpazar und weiter nach Podgorica. In Podgorica kreuzt der M2 den M3 nach Nikšić und weiter nach Plužina und zur Grenze nach Bosnien und Herzegowina. Die M2 führt dann weiter in nördlicher Richtung durch die Morača-Schlucht nach Kolašin und Mojkovac. Einige Kilometer östlich von Mojkovac verlässt die Straße in Ribarevina die Trasse des jugoslawischen M2 und folgt dem früheren M21 nach Bijelo Polje und weiter zur serbischen Grenze bei Barski Most.

## Bedeutung
Der Streckenabschnitt zwischen Petrovac na moru und Virpazar hat durch die Eröffnung des weiter östlich gelegenen Sozina-Tunnels stark an Bedeutung verloren. Der Verkehr aus westlicher Richtung wird über die deutlich besser ausgebaute M10 von Budva über Cetinje nach Podgorica geführt.
Mit dem Bau des Autoput Bar–Boljare wird die Straße in Zukunft auch als wichtigste Verbindung von Podgorica in den Ostteil des Landes und nach Serbien an Bedeutung verlieren.

## Geschichte
Der M2 führte bis zur 2016 erfolgten Neunummerierung von der kroatischen Grenze bei Debeli Brijeg zur serbischen Grenze bei Dračenovac. Sie entsprach dem früheren Magistralni put M2 der SFR Jugoslawien.
Der Streckenabschnitt entlang der Adriaküste war Teil der adriatischen Küstenstraße (Jadranska Magistrala). Er führt jetzt als M1 von der kroatischen Grenze nach Petrovac na moru und setzt sich über Sutomore, Bar, Ulcinj und Vladimir zur albanischen Grenze fort.
Auch der Abschnitt von Bijelo Polje über Berane und Rožaje zum Übergang nach Serbien bei Dračenovac (Teil der Europastraßen E 60 und E 85) gehört jetzt nicht mehr zur M2, sondern bildet den Magistralni put M5.
Damit ist nur noch der Mittelabschnitt des früheren M2 zwischen Petrovac und Vlasko Polje Teil des aktuellen M2.